# مایک گریدی
مایک گِـریدی (انگلیسی: Mike Grady؛ زادهٔ ۶ فوریهٔ ۱۹۴۶) بازیگر اهل بریتانیا است.
از فیلم‌ها یا برنامه‌های تلویزیونی که وی در آن نقش داشته‌است، می‌توان به نشانه بیماری، بازگشت پلنگ صورتی، شرلوک هولمز: بازی سایه‌ها، دکتربعدازاین، آدمکشان میدسامر، تلفات، شهر هالبی، اسکینز، ساعت برنارد، در انتهای دوران میانسالی و خیابان کورونیشن اشاره کرد.